# Анатомічна термінологія
Анатомі́чна терміноло́гія (лат. Nomina Anatomica) — сукупність термінів, якими визначають органи, тканини та інші структурні компоненти організму в межах науки анатомії.

## Види
- Міжнародна:[2]
  - Terminologia Anatomica (TA, 1998)[1][3]
  - Паризька (Parisiana Nomina Anatomica(PNA), 1955-1956)[1][4]
  - Nomina Anatomica (NA, 1950)
  - Єнська (Jenaer Nomina Anatomica(JNA, 1935)[5]
  - Базельська (Baseler Nomina Anatomica(BNA, 1895)[1]
  - International Federation of Associations of Anatomists (IFAA)[6]
  - Federative International Committee on Anatomical Terminology (FICAT)[3]
- Національна
  - Federative Committee on Anatomical Terminology (FCAT)[3]

## Історія та сутність
Анатомія як наука має власний понятійний апарат, який відображає анатомічна номенклатура. Біля джерел формування анатомічної номенклатури (науково обґрунтованого переліку анатомічних термінів, які застосовуються в медицині та біології) стояли Гіппократ (460—377 pp. до н. е.), К. Гален (131—200 pp. н. е.), A. Везалий (1514—1564).
По-справжньому міжнародного статусу анатомічна термінологія набула тільки з 1895 року, коли на IX конгресі анатомічного союзу в Базелі була затверджена Міжнародна анатомічна номенклатура. Анатомічна термінологія являє собою перелік латинських і частково грецьких термінів і відома під назвою Базельська анатомічна номенклатура (Basele Nomina Anatomica, скорочено BNA).
З постійним розвитком морфології анатомії вже анатомічна термінологія потребувала уточнень і доповнень. У зв'язку з цим анатомічна термінологія періодично переглядається й уточнюється. Так, наприклад, на IV федеральному міжнародному конгресі анатомів у 1955 році було прийнято Паризьку анатомічну номенклатуру PNA (Parisiensia Nomina Anatomica). Вона базувалася на Basele Nomina Anatomica, з якої було запозичено 4286 термінів і було додано 1354 нових термінів.
Виходячи з потреб сучасної медицини, Федеративний комітет анатомічної термінології (скорочено FCAT) у серпні 1998 року в Сан-Паулу (Бразилія) затвердив Terminologia Anatomica — нову сучасну спрощену й універсальну анатомічну номенклатуру, в якій налічується 7428 термінів.[джерело?]